# Hrabstwo DeKalb (Alabama)

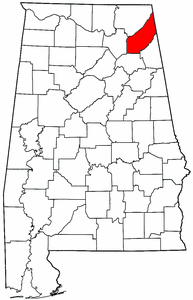
Hrabstwo na tle stanu Alabama

Hrabstwo DeKalb – hrabstwo położone amerykańskim stanie Alabama. Stolicą hrabstwa jest Fort Payne.
Powierzchnia hrabstwa zajmuje 2017 km², z czego ląd stanowi 2015 km², a woda 2 km². W 2010 roku populacja wynosiła 71 107 osób, a gęstość zaludnienia – 32 os./km².
W hrabstwie DeKalb są miasta, gdzie wciąż obowiązuje prohibicja.

## Miejscowości
- Fort Payne
- Henagar
- Rainsville
- Collinsville
- Crossville
- Fyffe
- Geraldine
- Hammondville
- Ider
- Lakeview
- Mentone
- Pine Ridge
- Powell
- Shiloh
- Sylvania
- Valley Head